# بيتي رامزي
بيتي رامزي هو لاعب هوكي جليد كندي، ولد في 11 أغسطس 1895 في ساسكاتشوان في كندا، وتوفي في 30 سبتمبر 1952 في ريجاينا في كندا.

## وصلات خارجية
- بيتي رامزي على موقع دوري الهوكي الوطني (الإنجليزية)
- بيتي رامزي على موقع EliteProspects.com (الإنجليزية)
- بيتي رامزي على موقع Eurohockey.com (الإنجليزية)
- بيتي رامزي على موقع HockeyDB.com (الإنجليزية)
- بيتي رامزي على موقع Hockey-Reference.com (الإنجليزية)
- بيتي رامزي على موقع أوليمبيديا (الإنجليزية)